# Drepanoxiphus quadripunctatus
Drepanoxiphus quadripunctatus är en insektsart som beskrevs av Max Beier 1960. Drepanoxiphus quadripunctatus ingår i släktet Drepanoxiphus och familjen vårtbitare. Inga underarter finns listade i Catalogue of Life.